# Okopy (województwo opolskie)
Okopy (niem. Kaltecke) – osada w Polsce, położona w województwie opolskim, w powiecie nyskim, w gminie Łambinowice.
Do 2024 r. miejscowość była przysiółkiem wsi Łambinowice. W latach 1975–1998 przysiółek położony był w województwie opolskim.

## Nazwa
Miejscowość po II wojnie światowej nosiła nazwę Zimny Kąt.

## Zabytki
Do wojewódzkiego rejestru zabytków wpisany jest:
- zespół dworski, z k. XIX w., 1910 r.:
  - dwór
  - park.